# Церква Пресвятої Євхаристії (Яструбове)
Церква Пресвятої Євхаристії в Яструбовому — парафія і храм греко-католицької громади Козлівського деканату Тернопільсько-Зборівської архієпархії Української греко-католицької церкви в селі Яструбове Тернопільського району Тернопільської области.

## Історія церкви
Парафію Пресвятої Євхаристії засновано 3 липня 1994 року. Храм збудували 21 листопада 2001 року. До цього парафіяни відвідували богослужіння в церкві села Купчинці.
Архітектором храму став А. Водоп'ян. Фундаторами були Євстахій Костів, Олег Рогаль, а жертводавцями — жителі с. Яструбово. Автори іконостасу, що виготовлений у 2007 році — Йосип Іваночко та Володимир Слободян з м. Івано-Франківськ. Храм не розписаний.
Церкву освятив єпископ Тернопільсько-Зборівської єпархії Михаїл Сабрига у 2001 році. Після освячення парафіяни почали ходити на богослужіння до власного храму.
У 2004 році єпископську візитацію парафії здійснив єпископ-помічник Тернопільсько-Зборівський Василій Семенюк. 7 квітня 2011 року він також візитував парафію вже як правлячий архієрей Тернопільсько-Зборівської єпархії.
На парафії діють Марійська та Вівтарна дружини, спільнота «Матері в молитві», братство Матері Божої Неустанної Помочі, братство Вервиці та молодіжна спільнота.
На території парафії встановлено хрест, освячений 7 липня 2013 року з нагоди проведення Святої місії. У власності парафії перебувають храм Пресвятої Євхаристії та новозбудований парафіяльний будинок.

## Парохи
- о. Омелян Кобель (2001—2003),
- о. Олег Довбенко (з 30 листопада 2003).